# Corn de posta
El corn de posta, també conegut com a corneta de postilló o corn de postilló, és un instrument de vent-metall, de mida petita, emprat inicialment per anunciar les sortides i arribades dels  transports postals. Va ser molt utilitzat pels postillons als segles XVIII i xix. Normalment té forma circular o en espiral, sense vàlvules, pistons ni forats, amb el broquet i el pavelló formant angle recte, encara que existeixen models rectes, sent aleshores un exemple de trompa natural. El corn va ser desenvolupat a partir d'aquest instrument, afegint-li els pistons.

## Història
Els exemplars més antics tenien forma d'arc, però va ser al segle XVII quan va adquirir la seva característica forma circular. El primer corn mesurava uns 7 cm de diàmetre aproximadament i tenia un nombre limitat de notes. Va ser emprat per compositors del Barroc, com ara Johann Sebastian Bach i Georg Philipp Telemann.

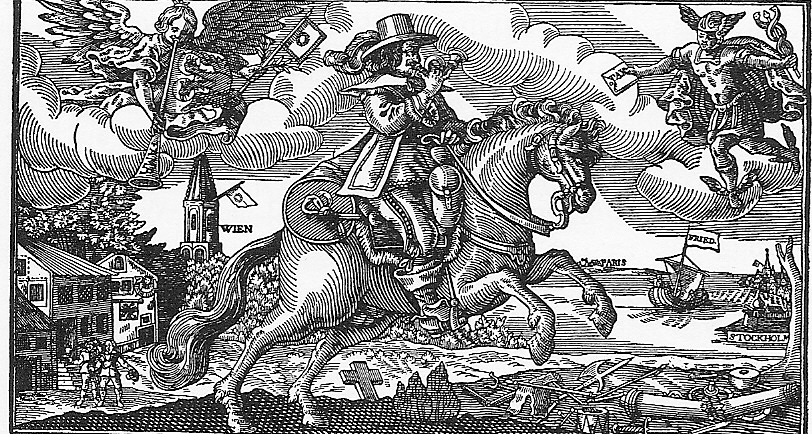
Anunciant la Pau de Westfàlia amb corn de posta, el 1648

A finals del segle xviii tenia tres voltes i una major varietat de notes; alguns d'aquests instruments feien servir claus per al si bemoll i el fa. Al segle xix es van afegir claus, vàlvules i tubs de diferents longituds que es podien intercalar per facilitar la interpretació de melodies. Gustav Mahler va introduir una corneta de posta amb vàlvules a la seva Simfonia nº 3 en re menor. A causa que és un instrument poc comú, la música escrita per a ell és executada, generalment, per una trompeta o un fiscorn.

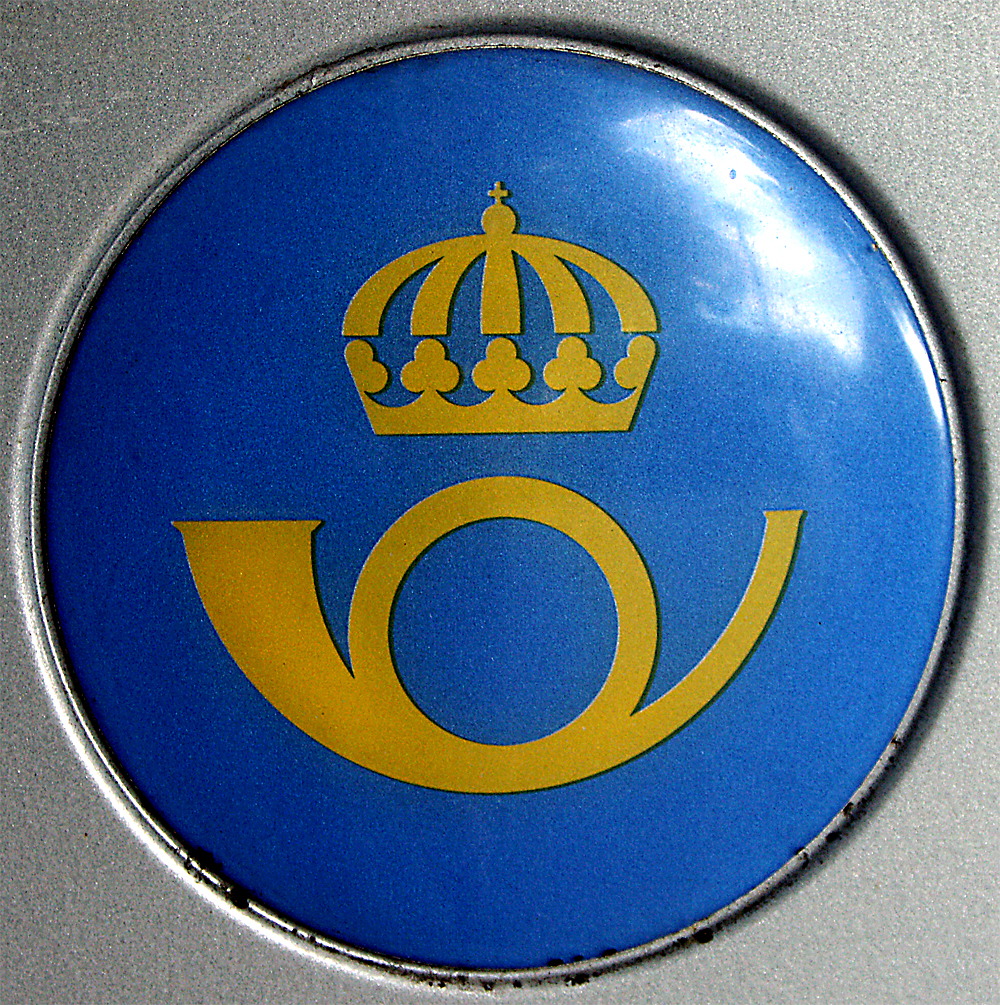
Logotip del servei de Correus de Suècia.

L'instrument segueix sent emprat com a logotip nacional de serveis postals en molts països.
Al sistema de codificació Unicode el corn de posta té el símbol amb codi U+1F4EF 📯.